# Batalla de Dorostolon

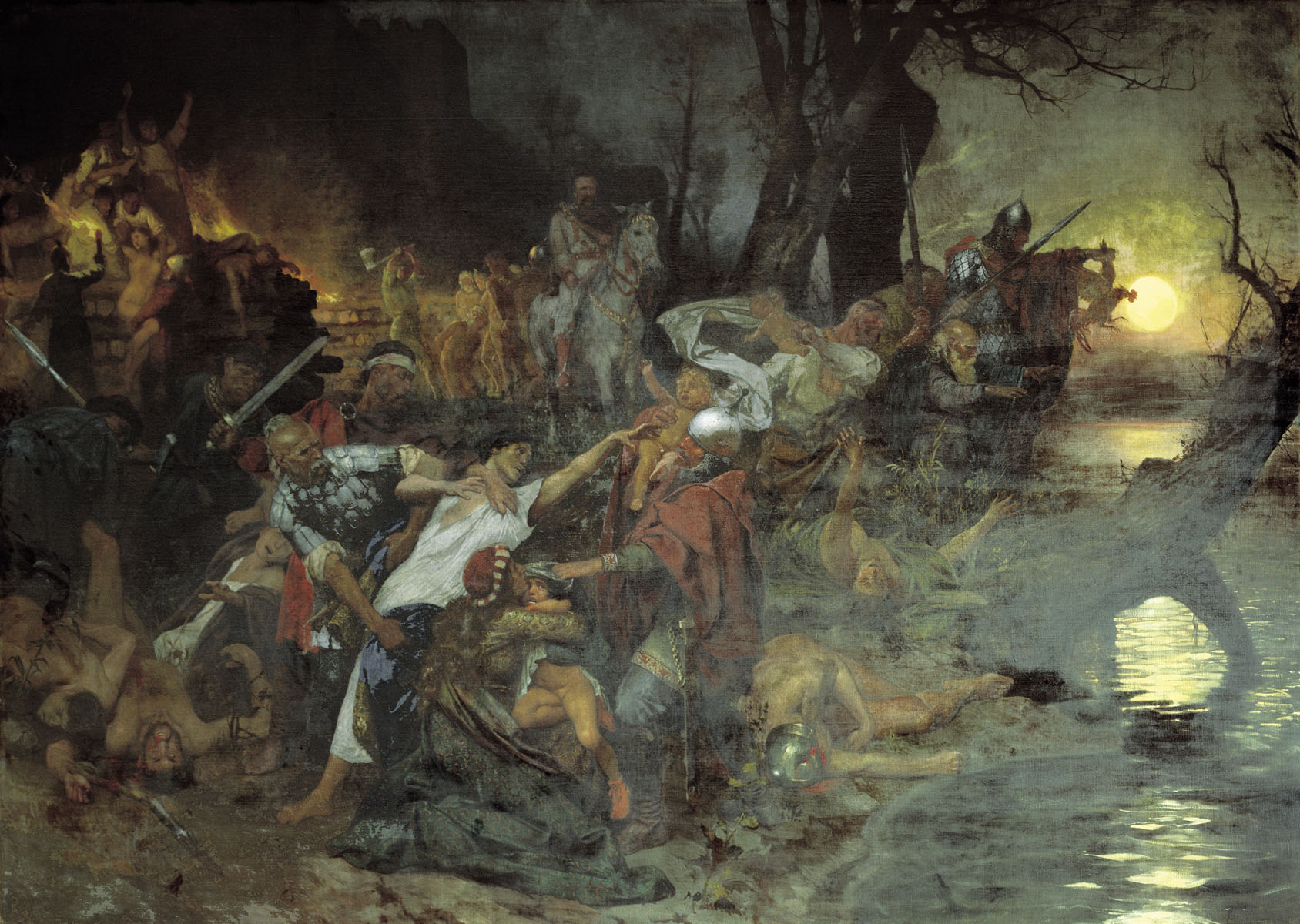
Henryk Siemiradzki. Guerreros de Sviatoslav sacrifican prisioneros a los dioses paganos durante el sitio de Dorostolon.

La batalla de Dorostolon fue librada en 971 entre el Imperio bizantino y las fuerzas de la Rus de Kiev. Los bizantinos, liderados por Juan I Tzimisces, salieron victoriosos.

## Antecedentes
Durante el curso de la guerra búlgaro-rusa, Sviatoslav I de Kiev invadió la parte oriental del Primer Imperio Búlgaro y estableció su capital en Pereyaslavets, junto al Danubio. Una vez que Juan I usurpó el trono, los bizantinos lanzaron una contraofensiva. Después de que derrotaran a las fuerzas unidas de Rusia y Bulgaria en la batalla de Arcadiópolis y retomaran Pereyaslavets, Sviatoslav se vio obligado a huir a la fortaleza septentrional de Dorostolon (Drustur/Dorostorum).

## El asedio
El emperador Juan procedió a sitiar Dorostolon; el cerco se prolongó por sesenta y cinco días. Una flota de trescientos barcos equipados con fuego griego acudió a reforzar el ejército imperial. Hubo varios combates frente a los muros de la ciudad; esto demostró que los bizantinos carecían de la habilidad rusa en la guerra de caballería. Entre las bajas imperiales estaban algunos de los más allegados al soberano bizantino como Juan Curcuas (cuya cabeza decapitada fue exhibida por los rusos desde una de las torres); entre las de Sviatoslav, cayó su lugarteniente, un tal Ikmor (que fue asesinado por Anemas, un hijo del emir de Creta, en venganza porque Ikmor había asesinado a su vez a su padre durante el sitio bizantino de Creta).
Los rusos y sus aliados búlgaros fueron reducidos extremadamente por el hambre. Con el fin de apaciguar a sus dioses, ahogaron a bebés y pollos en el Danubio, pero los sacrificios no mejoraron su situación. A medida que sus dificultades se agravaban, dos mil guerreros rusos (incluidas algunas mujeres) salieron por la noche, derrotaron a un destacamento bizantino y fueron a buscar suministros en el Danubio, que después  llevaron a los sitiados.
La Rus de Kiev sentía que no podía socorrer la plaza y acordó firmar un tratado de paz con el Imperio bizantino, por el cual renunciaba a sus intereses en tierras de Bulgaria y a la ciudad de Quersoneso, en Crimea. Sviatoslav comentó con amargura que todos sus aliados (magiares, pechenegos) lo traicionaron en este momento decisivo. Se le permitió evacuar a su ejército a la isla Berezán, mientras que los bizantinos entraron Dorostolon y le cambiaron el nombre a Teodorópolis, en honor de la emperatriz reinante.

## Fuentes

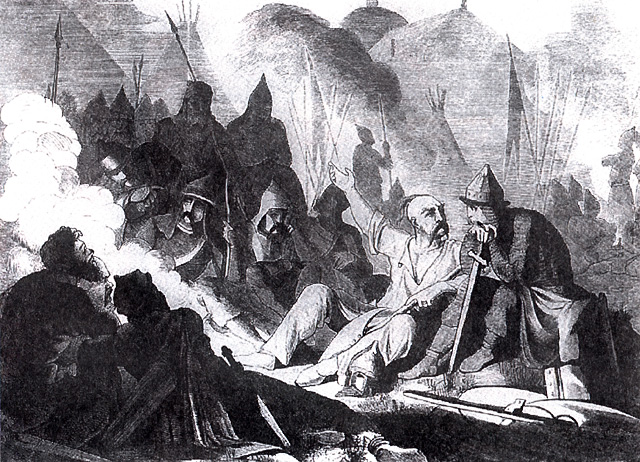
Boris Chorikov. El consejo de guerra de “Sviatoslav”.